# Jagnięca Zagroda

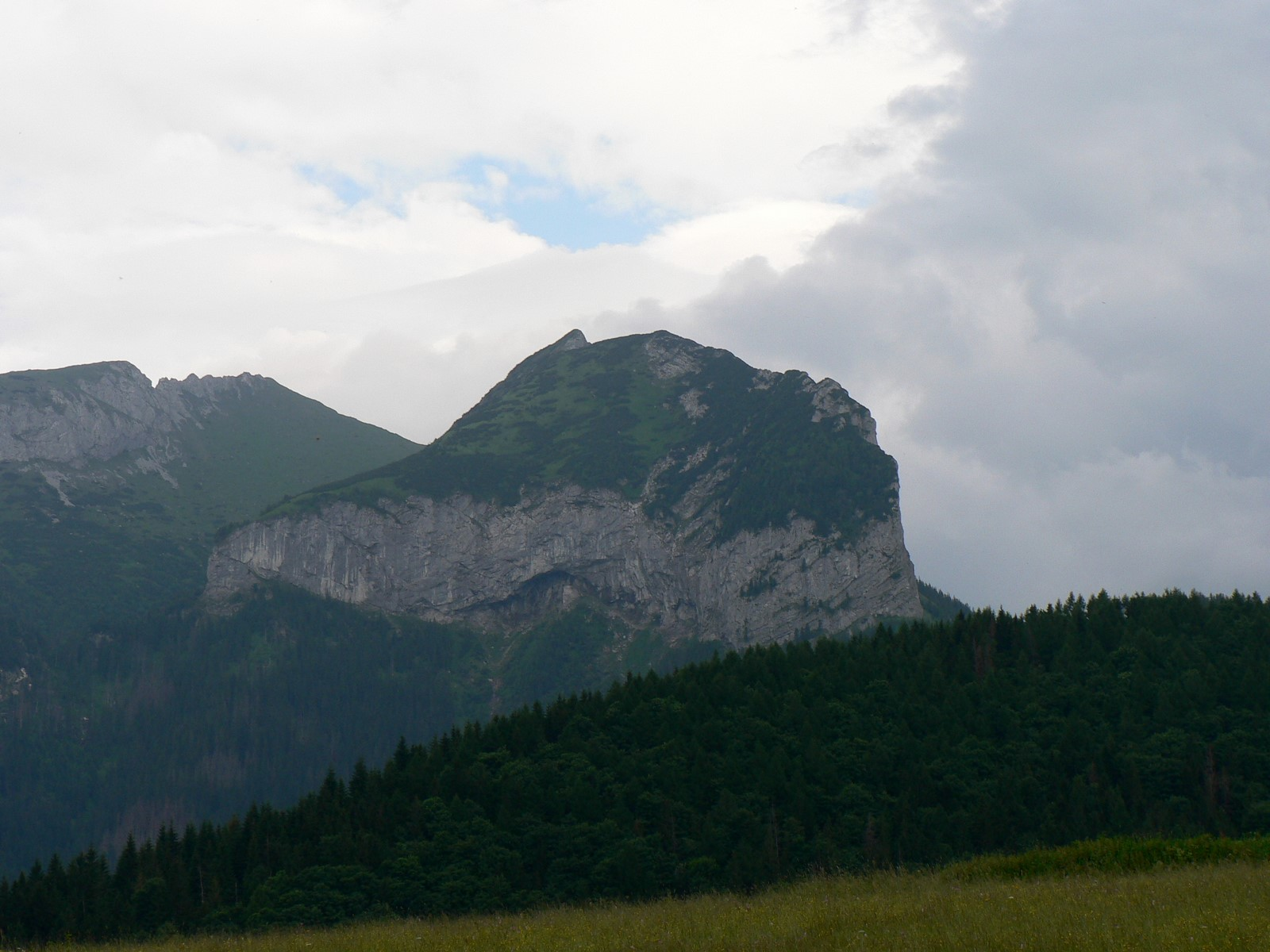
Jagnięca Zagroda, widok z Jaworzyny Tatrzańskiej

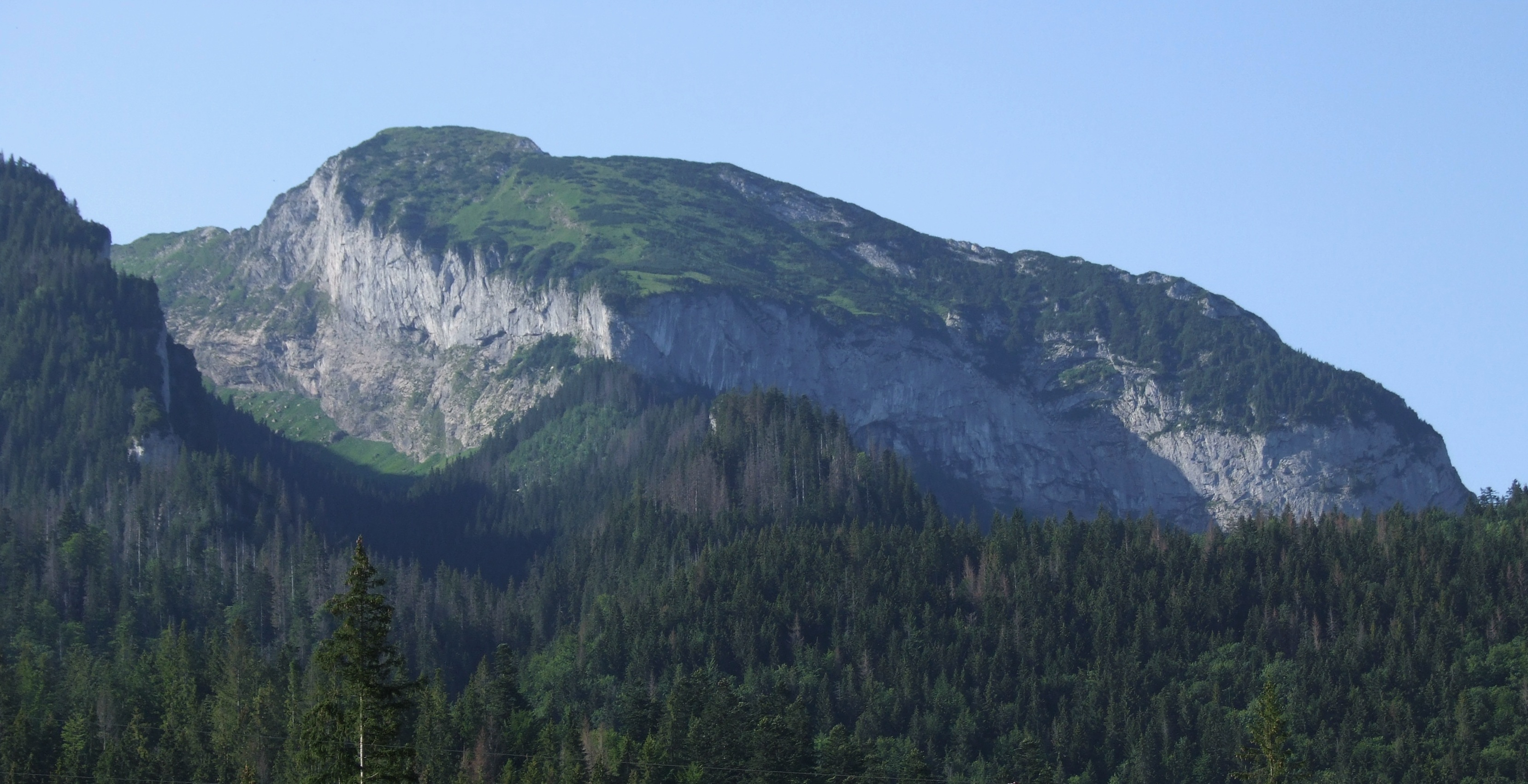
Jagnięca Zagroda, widok od północnej strony

Jagnięca Zagroda (słow. Jahňacia záhrada) – duży, położony na wysokości 1625–1850 m n.p.m. trawiasty upłaz na północno-zachodnich stokach Murania w Tatrach Bielskich. Ma trójkątny kształt, jest silnie pochylony i z wszystkich stron otoczonymi jest ścianami i urwiskami niemożliwymi do przejścia dla bydła domowego i owiec. Jednakże w XIX w., gdy liczba wypasanych w Tatrach owiec i bydła była już ogromna i przerosła możliwości Tatr, wykorzystywano do wypasu nawet tak pozornie nienadające się do tego celu miejsca jak Wielka Turnia (na jej półki puszczano luzem kozy) czy Jagnięca Zagroda. Na Jagnięcej Zagrodzie wypasali górale z Jurgowa. Wynosili na nią jagnięta na plecach i pozostawiali je tam przez cały okres letniego wypasu, stąd też pochodzi nazwa tego upłazu. Jest tylko jedno łatwe wejście na Jagnięcą Zagrodę, ale trudne do odszukania.